# Can Japic
Can Japic és una casa d'Amer (Selva) inclosa a l'Inventari del Patrimoni Arquitectònic de Catalunya.

## Descripció
Immoble de dues plantes, entre mitgeres, cobert amb una teulada d'una sola aigua de vessant a façana. Està ubicat al costat dret del carrer Girona.
La planta baixa consta de dues obertures: a l'esquerra el portal d'accés rectangular, totalment irrellevant, ja que no ha rebut cap tractament singular a destacar. I a la dreta una finestra quadrangular amb llinda rústica de fusta i muntants laterals de pedra sorrenca.
En el primer pis trobem una obertura rectangular, equipada amb llinda monolítica i muntants de pedra sorrenca ben treballats i escairats.
Tanca la façana en la part superior un ràfec format per dues fileres: la primera de rajola plana i la segona de teula.
Remarcar que la façana que dona al carrer Girona és bastant irregular, ja que sectors determinats com ara la part superior de l'immoble, sobresurt molt més que no pas la part inferior.
La majoria d'edificis del carrer Girona comparteixen entre ells tota una sèrie de paral·lelismes compositius, estructurals i formals molt evidents. I és que en tots nou (Vegeu fitxa de Can Passallops), (Vegeu fitxa de Can Plana), (Vegeu fitxa de Can Janic Casals), (Vegeu fitxa de Can Cantí), (Vegeu fitxa de Can Cisteller de Dalt), (Vegeu fitxa de Ca l'Estarder), (Vegeu fitxa de Can Pere de la Quima) i (Vegeu fitxa de Can Paradís) trobem tota una sèrie de trets comuns i similituds com ara la façana estructurada en dues crugies; la coberta prima, per sobre de tot, la projecció a dues aigües de vessants a façana -a excepció de Can Japic que la coberta és d'una sola aigua de vessant a façana; la majoria d'immobles consten de tres plantes - a excepció de Can Pere de la Quima que en té quatre-; proliferen per tota la façana un gran nombre de balconades equipades amb les seves respectives baranes de ferro forjat; el sistema d'obertures tendeix a ser el mateix, en el qual sobresurt el portal quadrangular d'accés equipat amb llinda monolítica i muntants de pedra ben treballats i escairats; la pedra sol tenir poc acta de presència en les façanes - a excepció de Can Passallops i Can Pere de la Quima en les façanes dels quals queda completament a la vista les pedres fragmentades i els còdols der riu- i la trobem concentrada específicament en les llindes, muntants i ampits de les diverses obertures; el tipus de pedra per excel·lència i que té més difusió és la pedra sorrenca, mentre que la pedra nomolítica o pedra calcària de Girona té poc protagonisme.

## Història
Comparant fotografies actuals amb antigues, s'observa que l'edifici no ha variat absolutament en res després de 21 anys.
L'aspecte de la façana es troba en un accentuat procés de degradació.
El carrer Girona, on trobem inscrit aquest immoble, pertany a un dels barris més importants d'Amer com és El Pedreguet. Es tracta d'un barri emblemàtic que té en el carrer Girona un dels seus màxims exponents, com així ho acredita el fet de ser una de les principals artèries del nucli des de l'edat mitjana, com també ser l'eix vertebrador del barri.